# Lucien Saulnier
Pour les articles homonymes, voir Saulnier.
Lucien Saulnier est une personnalité politique montréalaise et un administrateur public, né le 25 juillet 1916 à Montréal et mort le 22 juin 1989. 

## Biographie
Lucien Saulnier naît dans le quartier Villeray à Montréal dans une famille modeste. Son père décède prématurément, et il doit se mettre au travail pour subvenir aux besoins de sa famille, tout en suivant des cours du soir à l'Université de Montréal en sociologie et sciences économiques.
Très jeune, il milite à l'Action libérale nationale puis au Bloc populaire sans se porter candidat. Il se présente pour la première fois en 1954 sous la bannière de la Ligue d'action civique que venait de fonder Pierre Desmarais.
Il est élu au conseil municipal de Montréal en 1954. Il est cofondateur avec Jean Drapeau du Parti civique. De 1960 à 1969, il préside le comité exécutif et dirige la communauté urbaine de Montréal.  Il sera président de la communauté urbaine de Montréal pendant la Crise d'Octobre. 
Il sera associé à de grandes réalisations montréalaises lors de son passage à la Ville de Montréal: le transport avec le choix du métro qu'il sut imposer, la rénovation urbaine et l'habitation, notamment le Projet de la Petite Bourgogne, les grands projets comme l'Exposition universelle de 1967 et la mise sur pied d'un gouvernement métropolitain pour la région montréalaise.
En 1972, il quitte la politique et travaille à diverses agences du Gouvernement du Québec. Il dirige successivement la Société de développement industriel (1972), la Société d'habitation du Québec (1975), Hydro-Québec (1978) puis la Régie des installations olympiques et la Société d'énergie de la Baie James (1980).
En décembre 1971, il est fait compagnon de l'ordre du Canada.

## Source
- Fiche biographique sur Lucien Saulnier